# Welteinkommensprinzip
Das Welteinkommensprinzip besagt, dass die in einem Staat  (z. B. aufgrund ihres Wohnsitzes) Steuerpflichtigen mit ihrem weltweiten Einkommen steuerpflichtig sind, unabhängig davon, wo die Einkünfte erzielt worden sind.
Deutschland gehört zu den Staaten, die nach Welteinkommensprinzip besteuern. Das Welteinkommensprinzip gilt in Deutschland nur für unbeschränkt Steuerpflichtige (sog. Steuerinländer) gemäß § 1 Abs. 1 Einkommensteuergesetz (EStG).
Zur Vermeidung von Doppelbesteuerung bei Steuerpflichtigen, die in mehreren Staaten steuerpflichtiges Einkommen erzielt haben, haben die meisten Staaten Doppelbesteuerungsabkommen abgeschlossen. Diese Abkommen regeln, welchem Staat das Besteuerungsrecht im Einzelfall zusteht. Steuern, die in einem anderen Staat bezahlt werden, können unter bestimmten Voraussetzungen mit der Steuerschuld im Inland verrechnet werden (Anrechnungsmethode). Die Doppelbesteuerungsabkommen können auch die gänzliche Freistellung im Inland für die bereits im Ausland entrichteten Steuern vorsehen (Freistellungsmethode).
Das Welteinkommensprinzip wird häufig verwechselt mit der wohnsitzunabhängigen Steuerpflicht aller Staatsangehörigen, die beispielsweise in den USA gilt.